# Rathaus Leuna

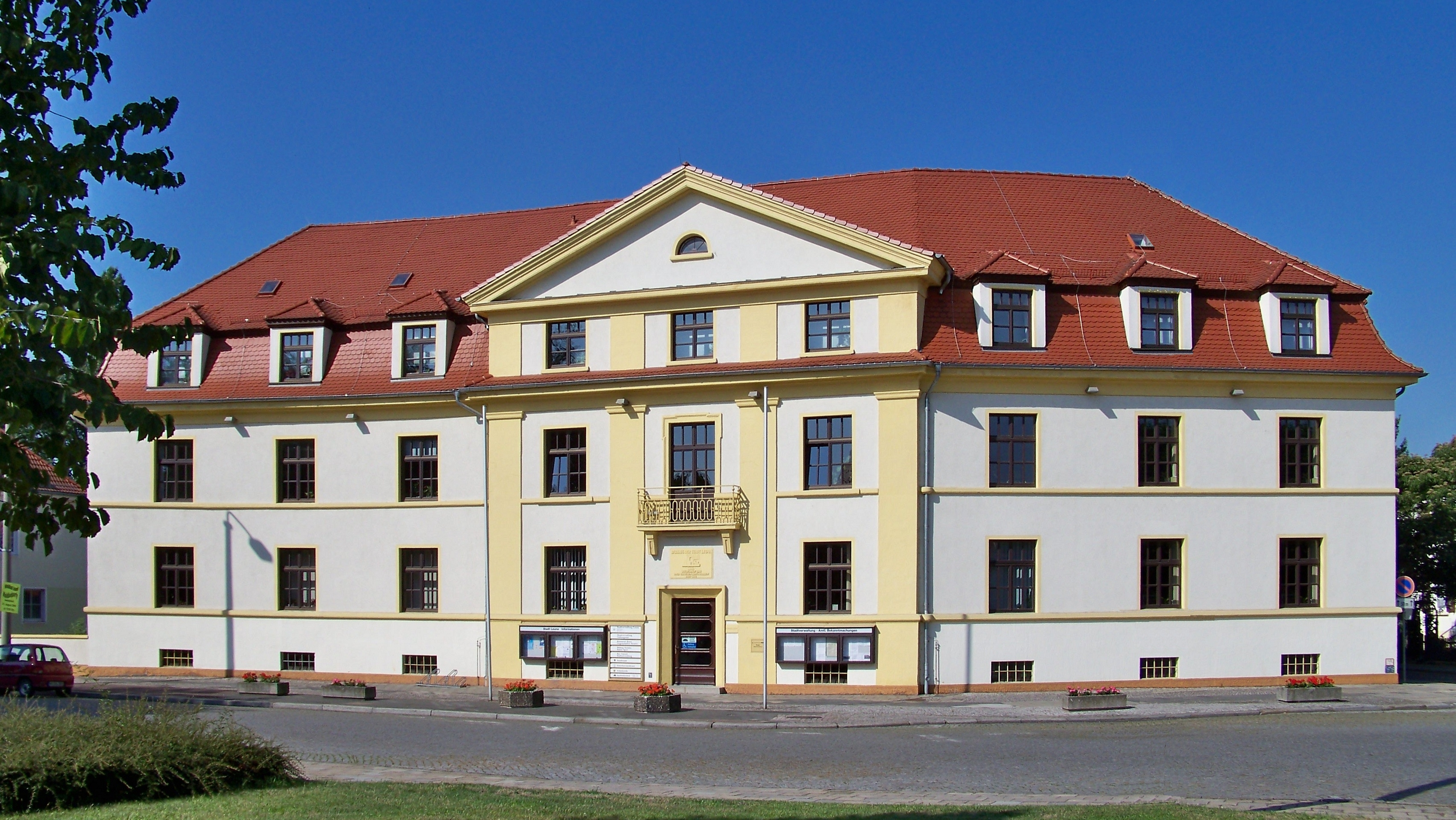
Rathaus Leuna

Das Rathaus von Leuna ist ein Baudenkmal in der Stadt Leuna im Saalekreis in Sachsen-Anhalt. Es steht am Sachsenplatz im Zentrum von Leuna zwischen der Rathausstraße und der Liebigstraße.

## Geschichte
In der schnell wachsenden Siedlung der Leunawerke bei den Dörfern Leuna, Ockendorf, Rössen und Göhlitzsch entstand in den Jahren 1924 und 1925 ein Verwaltungsgebäude für den Zweckverband Leuna, das mit der Aufwertung Leunas zur Großgemeinde (im Jahr 1930) und Stadt (im Jahr 1945) sowie mit den späteren Eingemeindungen zahlreicher Dörfer (im Jahr 2010) an Bedeutung gewann. Projektiert wurde es bereits im Jahr 1921, die Ausführung musste aber aufgrund der fortschreitenden Inflation verschoben werden. Heute gilt das Bauwerk nicht mehr als zeitgemäß, da auf dem knapp bemessenen Areal keine Erweiterungen möglich sind. Nach den zahlreichen Luftangriffen auf die Leunawerke im Zweiten Weltkrieg musste das Gebäude wiederhergestellt werden. Es steht heute unter Denkmalschutz und ist im Denkmalverzeichnis mit der Nummer 094 20936 erfasst.

## Architektur
Der neunachsige Bau ist symmetrisch aufgebaut und lässt sich dem Neoklassizismus zuordnen. Der Mittelteil ist durch einen Risalit sowie ein ebenso breites Zwerchhaus mit Dreiecksgiebel im Dachbereich hervorgehoben. Zudem finden sich hier ein kleiner Balkon, vier Säulen und mittig der Eingang. Trotz der Symmetrie besitzt das Gebäude eine gewisse Bewegung, indem jeder der drei Baukörper minimal anders ausgerichtet ist. Während sich der Nordteil gen Nordwesten neigt und der Mittelteil in fast genau in Ost-West-Richtung steht, ist der Südteil leicht nach Südosten ausgerichtet. Architekt war Kurt Jahn (1892–1966), der Karl Barth als Bauamtsleiter abgelöst hatte.

## Heutige Nutzung
Neben zahlreichen Verwaltungsfunktionen beherbergt das Gebäude im Foyer z. B. auch Ausstellungen. Die Stadtinformation befindet sich hingegen in der Rudolf-Breitscheid-Straße 18.